# Catharanthus roseus
La pervinca del Madagascar (Catharanthus roseus (L.) G.Don, 1837) è una pianta della famiglia delle Apocinacee originaria del Madagascar.

## Descrizione
È un suffrutice con fusto legnoso alla base e fiori terminali rosa intenso o bianchi. Le foglie sono ovali, opposte, lucide e arrotondate all'apice.
Tutta la pianta contiene alcaloidi tra i quali la vincristina e la vinblastina, entrambe con proprietà antimitotiche.

## Tossicità
È velenosa per persone ed animali.